# Экономика Дании
Экономика Дании имеет очень скромный запас природных ресурсов, почти целиком полагаясь на человеческие ресурсы и зависит от импортного сырья и внешней торговли (страна стоит на первом месте в мире по объёму внешнеторгового оборота на душу населения). Сектор услуг занимает большую часть рынка труда и экономики в целом.
Дания обладает одной из самых устойчивых экономических систем в Европе, она характеризуется сбалансированным госбюджетом, стабильной валютой, низкими процентными ставками и низким уровнем инфляции.
В 1973 году Дания присоединилась к Европейскому союзу (ЕС) (ни Гренландия, ни Фарерские острова не являются членами ЕС).

## Общая характеристика
Дания — постиндустриальная страна с высоким уровнем развития.
Датская экономика — современная рыночная система, включающая в себя высокотехнологичное хозяйство, современные малые и крупные предприятия промышленности, обширные меры государственной поддержки, высокий уровень жизни, а также высокую зависимость от внешней торговли.
Датский уровень жизни — средний среди стран Западной Европы, и в течение многих лет наиболее равномерно распределённый, как показывает коэффициент Джини. В докладе за 2009 год аналитики европейского статистического агентства «Eurostat» самой дорогой страной называли Данию, жизнь в которой обходилась на 41 % дороже, чем в среднем в Европе.
Это общество, основанное на консенсусе между Датской Конфедерацией профсоюзов и Конфедерацией датских работодателей — подписанным в 1899 году Septemberforliget (Сентябрьском соглашении) — признании друг за другом право на организацию, и, таким образом, переговоры. Право работодателя нанимать и увольнять своих сотрудников тогда, когда они считают необходимым общепризнанно. Не существует официальной минимальной заработной платы, установленной правительством, минимум заработной платы определяется путём переговоров между организациями работодателей и сотрудников.
Дания бедна полезными ископаемыми, поэтому зависит от внешнего рынка, однако в плане энергоресурсов Дания самодостаточна. Дания ведёт добычу нефти и природного газа (в 1970-х годах обнаружена нефть на шельфе в Северном море и на юге Ютландии), также энергия вырабатывается посредством ветряной и биоэнергетики. Другими значимыми ресурсами страны являются рыба и морепродукты, пахотная земля, соль, известняк, мел, камень, гравий и песок.

### Государственный сектор
В датской экономике всегда преобладали малые и средние предприятия, которые национализировать не имело смысла. В государственной собственности находились только несколько портов и железные дороги. Увеличение государственной собственности было обусловлено переходом к социальному государству в 1960-е — 1970-е годы, а также началом добычи нефти и газа на континентальном шельфе.
Впоследствии в Дании была проведена масштабная приватизация: в 1993 году приватизирован государственный «Жиробанк», в 2001 году компания, которая являлась частью датской железнодорожной группы компаний «ДСБ Гудс», а в 2005 году датская почта «Пост». Также были приватизированы: аэропорт Копенгагена (в государственном владении оставлен пакет в 39 2 % акций), бывший монополист на рынке коммуникаций «Теледенмарк», крупнейшая в Дании транспортная компания, автобусное сообщение, пароходная компания, почтовый банк, компания водоснабжения.
В начале 2000-х годов в государственной собственности остались железные дороги, добыча нефти и газа.
В 1990—2000 гг. доходы от приватизации составили 5404 млрд долл..

## Гренландия и Фарерские острова
Ни Гренландия, ни Фарерские острова не являются членами Европейского союза. Гренландия вышла из Европейского Экономического Сообщества в 1986 году, а Фареры отклонили членство в 1973 году, когда к Сообществу присоединилась Дания.
Гренландия пережила экономическое падение в начале 1990-х, но с 1993 года экономическая ситуация улучшилась. Жесткая налогово-бюджетная политика правительства Гренландии начиная с конца 1980-х годов помогла создать низкий уровень инфляции и профицит государственного бюджета, но за счет роста внешнего долга правительства. С 1990 года в Гренландии фиксируется дефицит внешней торговли.
После закрытия последних свинцовых и цинковых рудников Гренландии в 1989 году экономика острова зависит исключительно от рыболовецкой промышленности и дотаций из центрального датского правительства. Несмотря на возобновившуюся разработку нескольких перспективных углеводородных месторождений, на подготовку условий для начала разработки потребуется несколько лет. Ловля креветок в Гренландии пока что является крупнейшим источником дохода, так как уловы трески упали до исторически низкого уровня. Туризм — единственный сектор, предлагающий экономический рост в краткосрочных пределах, и даже он ограничен из-за короткого сезона активности и высоких затрат. Государственный сектор играет доминирующую роль в экономике Гренландии. Дотации от материковой Дании и рыболовных платежей ЕС составляют около половины доходов Гренландии.
Фарерские острова также почти полностью зависят от рыболовецкого хозяйства и связанного с ним экспорта. Без финансовой помощи датского правительства в 1992 и 1994 годах Фарерскую экономику ждало бы банкротство. Начиная с 1995 года в экономике Фарерских островов наблюдается подъём, но она остается предельно уязвимой и неустойчивой. Недавние шельфовые разведочные работы недалеко от Фарер дают надежду на обнаружение месторождений нефти, которые могли бы стать основой для восстановления экономики в долгосрочной перспективе.

## История
Большую часть своей истории Дания была аграрной страной; число занятых в промышленности впервые превысило число занятых в сельском хозяйстве только в конце 1950-х годов. В то же время, благодаря плодородной земле, аграрный сектор обеспечивал населению сравнительно высокий уровень достатка. Кроме этого, стабильный доход в государственную казну приносила Зундская пошлина, плата за проход судов через пролив Эресунн, взимавшаяся с XV по XIX век. Для торговли со странами Азии были учреждены сначала Датская Ост-Индская компания, затем Азиатская компания; в Новом Свете работала Датская Вест-Индская компания. В Средние века преобладало крупное землевладение, в частности, более половины территории составляли земли короны (после конфискации церковных земель в ходе Реформации в 1536 году). В течение XIX века была проведена земельная реформа, в результате которой преобладающими стали хозяйства размеров около 50 акров (20 га). Избыток дешёвого зерна из Северной Америки и Восточной Европы привёл в конце XIX века к переориентации ферм с зерновых на животноводство, а также к формированию сельскохозяйственных кооперативов. В начале XX века 60 % сельскохозяйственной продукции экспортировалось, в основном, сливочное масло и бекон в Великобританию.
Развитие промышленности в Дании началось в 1870-х годах; к концу 1930-х годов промышленное производство по долее в ВВП превзошло сельское хозяйство. Экономика Дании сравнительно мало пострадала за годы Второй мировой войны, но страна получила значительную помощь в рамках Плана Маршалла. Несмотря на это, в 1950-х годах в Дании начался экомический кризис. Основной его причиной было падение значения международной торговли агропродукцией, которая продолжала составлять более половины датского экспорта. Создание Организации экономического сотрудничества и развития нанесло серьёзный удар по датской промышленности, в первую очередь, текстильной, поскольку небольшие датские предприятия были неконкурентоспособными по сравнению с крупными западноевропейскими. В 1960 году Дания вошла в Европейскую ассоциацию свободной торговли, а в 1973 году — в Европейское экономическое сообщество. Однако общеевропейская политика на снижение производства агропродукции существенно ухудшила положение датских фермеров, поэтому в дальнейшем датчане с осторожностью относились к евроинтеграции — в 1992 году референдум не поддержал Маастрихтский договор, в 2000 году Дания отказалась переходить на евро.
Развитие сферы услуг сделало 1960-е годы периодом самого быстрого роста экономики в новейшей истории Дании — в среднем более 4 % в год; основными направлениями были службы социального обеспечения, здравоохранение и образование. Также росту экономики способствовало вовлечение в трудовую деятельность женщин — в начале 2000-х годов в Дании работали 75 % женщин в возрасте от 16 до 66 лет, один из самых высоких показателей в мире. Поскольку энергетика Дании почти полностью зависела от импорта дешёвой нефти из Саудовской Аравии, нефтяной кризис 1973 года стал серьёзной проблемой для датской экономики, вызвав стагфляцию и рост безработицы. В 1972 году была начата добыча нефти в Северном море, а в 1984 году — также природного газа; к 1991 году Дания стала экспортёром энергоносителей. Тем не менее, большинство ТЭС пришлось переоборудовать на работу на угле. В 1980-х годах датская экономика находилась в кризисе: наблюдались высокая безработица (более 10 %), дефицит платёжного баланса, инфляция и рост государственного долга.
В середине 1990-х годов были проведены реформы, направленные на сокращение социальных выплат, в частности, пособий по безработице, что позволило снизить налоги, сделав Данию более привлекательной для иностранных инвестиций. Также была проведена приватизация некоторых госпредприятий. Вместе с тем в 2000-е годы доля доходов от государственной собственности в общих доходах государства резко сократилась с 9,1 % в 2003 году до 3,7 % в 2006 году.
В начале 2020-х годов большую популярность в мире приобрели препараты от ожирения компании Novo Nordisk (Оземптк и Вегови); в 2023 году рыночная капитазация компании превысила ВВП Дании, рост продаж препаратов стал основным двигателем роста датской экономики.

## Сельское хозяйство и рыболовство

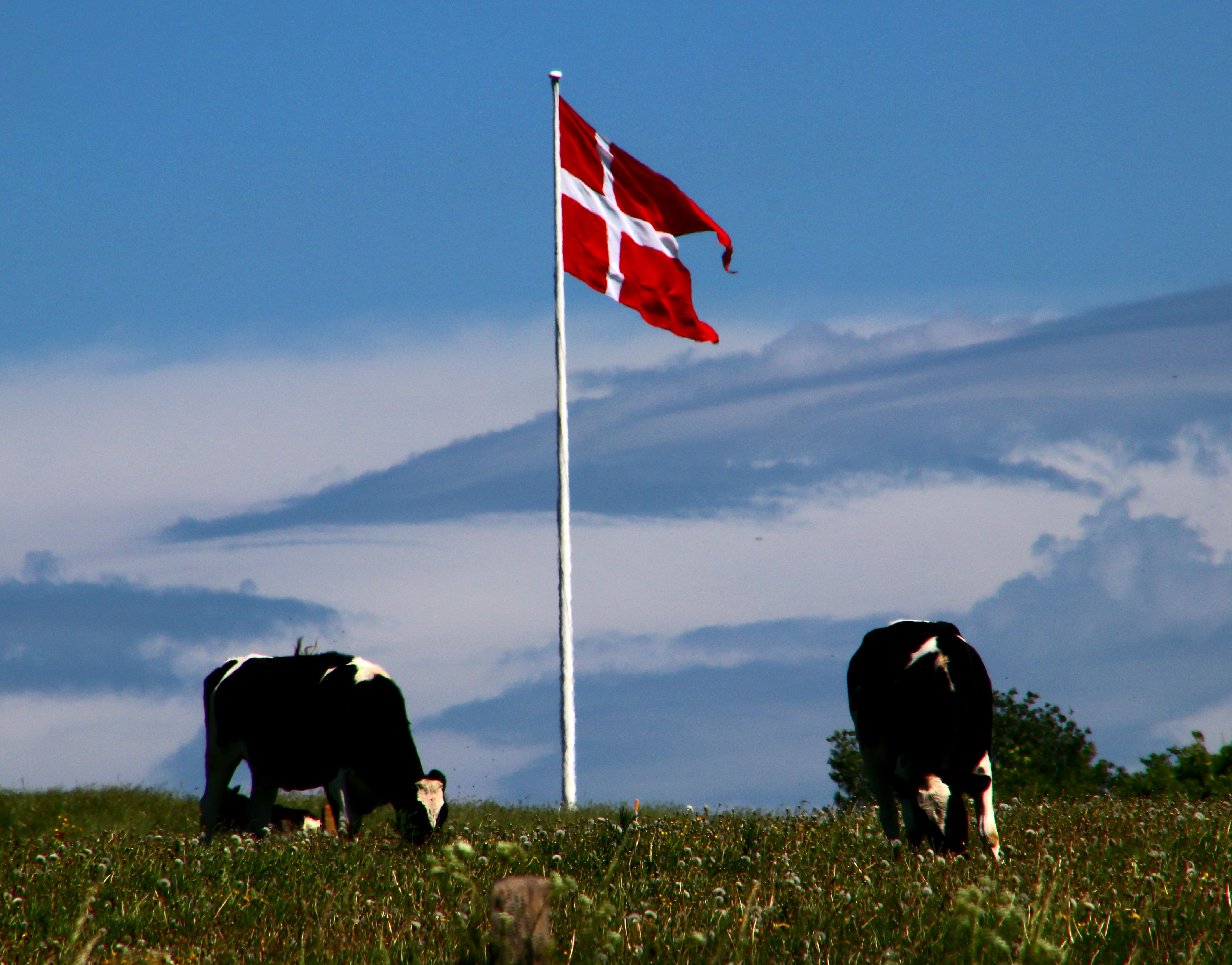

По объёму производства продовольствия на душу населения Дания занимает первое место в мире. Более 80 % производимой в стране сельхозпродукции экспортируется. По тоннажу в 2023 году основными сельскохозяйственными продуктами были молоко, пшеница, картофель, ячмень, сахарная свёкла, свинина, рапс, рожь, овёс и курятина. В сельском хозяйстве Дании занято около 2 % трудовых ресурсов, в стране 6,3 тыс. ферм и 50 тыс. фермеров. По доле органических продуктов Дания занимает первое место в мире (12,8 %).
По оценке на 2022 год в сельском хозяйстве занято 65,6 % территории Дании (исключая Гренландию и Фареры), в том числе, пахотная земля — 59 %, постоянные культуры — 0,8 %, пастбища — 5,8 %; леса занимают 15,8 % площади страны. Основными культурами в растениеводстве являются пшеница и ячмень (на них приходится более половины пахотных земель).
В сельском хозяйстве ведущая роль принадлежит мясомолочному животноводству. Датский молочный скот (в основном Гольштинской и Красной датской пород) высокопродуктивен и по племенным качествам занимает лидирующее положение в Европе. Также развито свиноводство и пушное звероводство.
Характерной особенностью Дании является широкое распространение сельскохозяйственных сбытовых кооперативов. Первый кооперативный молокозавод в Дании появился в 1882 году, а уже к началу XX века практически вся молочная продукция в Дании поставлялась кооперативами. За многие десятилетия своей деятельности кооперативные объединения фермеров создали широко разветвленную сеть в области переработки и сбыта сельхозпродукции. Крупнейшими сельскохозяйственными кооперативами являются Arla Foods (молокопродукты), DLG Group (зерновые) и Danish Crown (мясные продукты).
Важное место занимает рыболовство. Среди стран Европейского союза Дания занимает второе место по переработке рыбы и третье место — по экспорту рыбной продукции. Основными видами являются сельдь, треска и камбала, в меньшей степени лосось и угорь. Аквакультура развита слабо.

## Промышленность

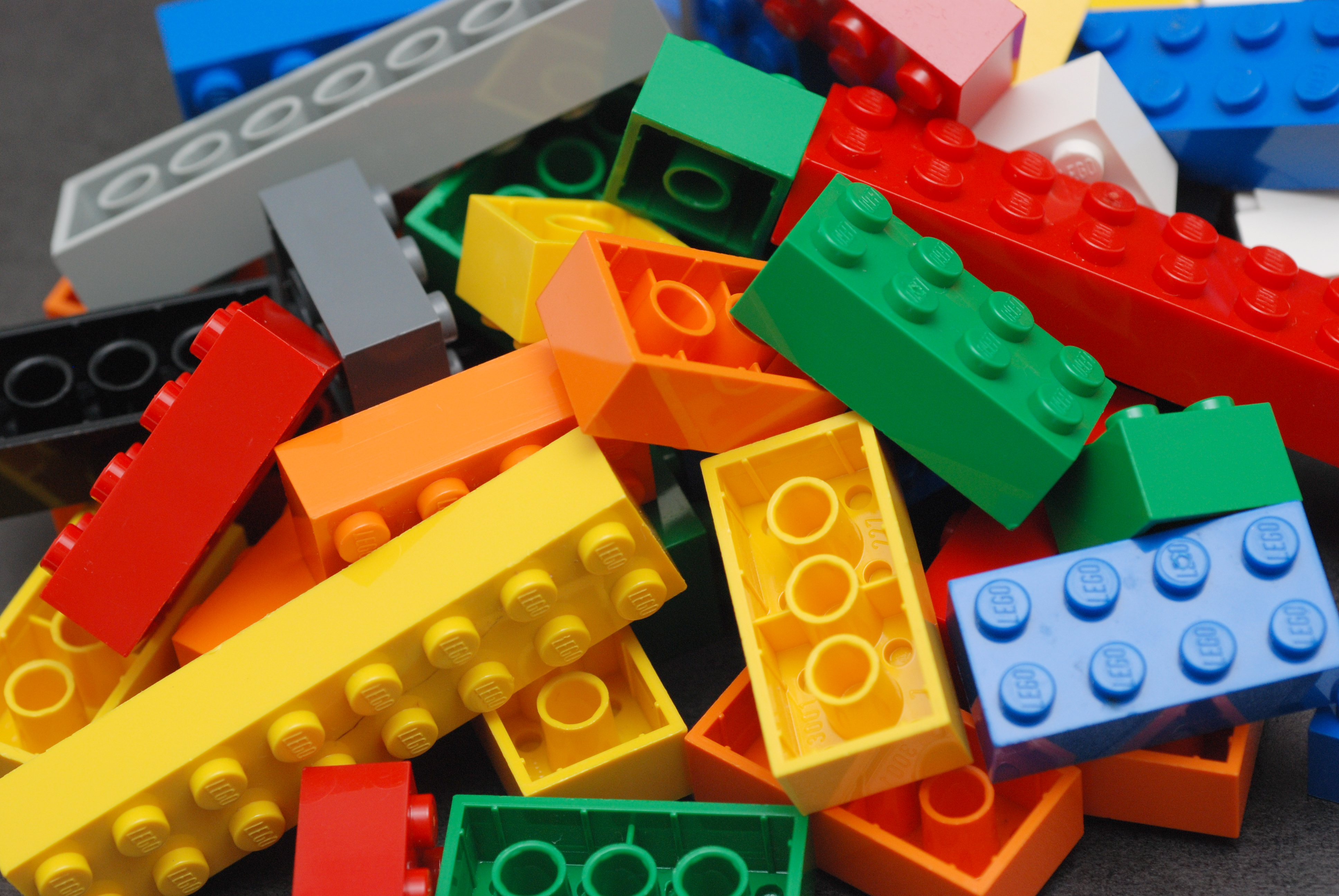
Кирпичики Lego, продукция Lego Group

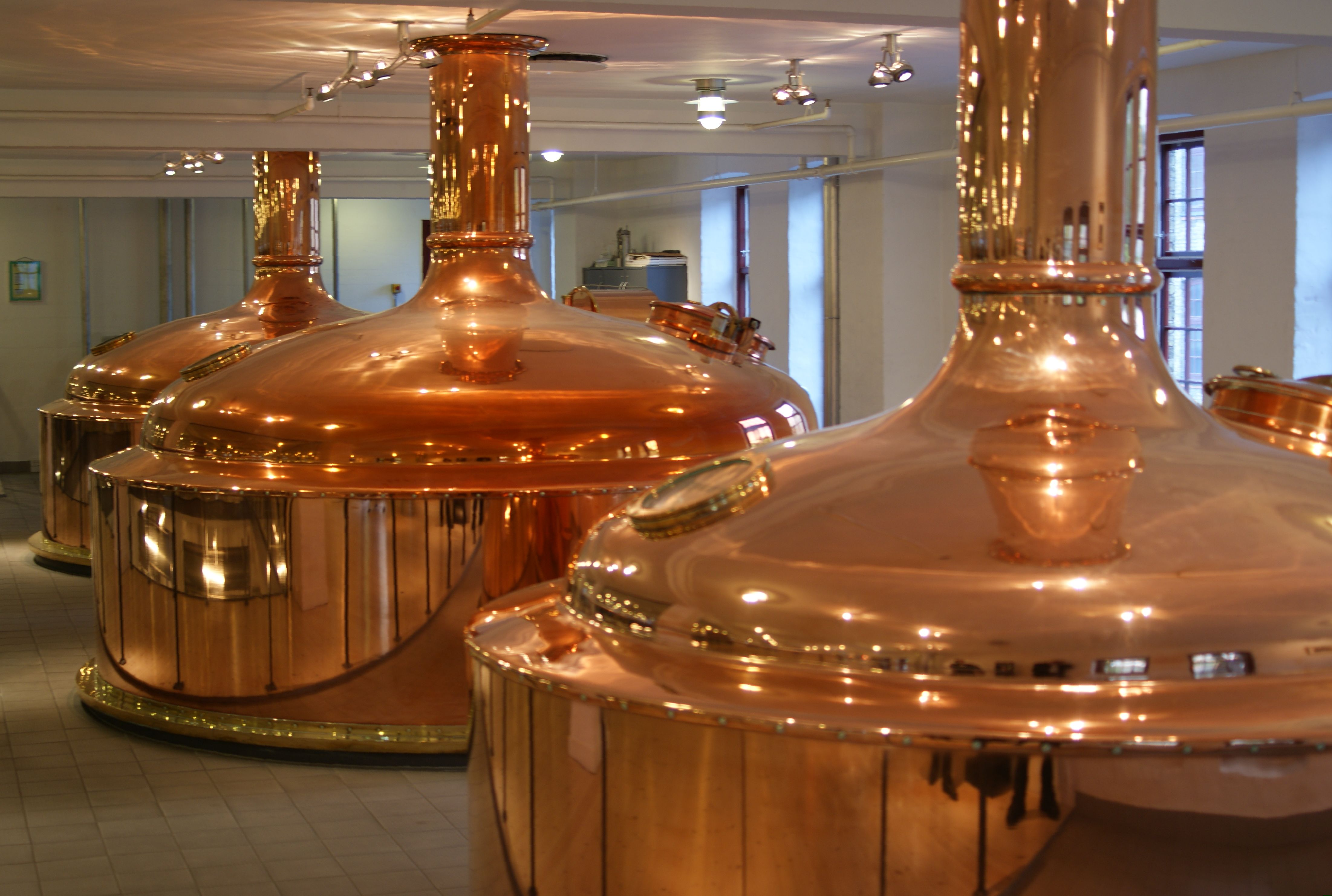
Пивной завод Carlsberg в Копенгагене

В промышленности занято 19 % трудовых ресурсов, на неё приходится 23,5 % ВВП. Крупнейшими промышленными центрами являются Копенгаген, Орхус, Оденсе и Ольборг.
В Дании базируется ряд нишевых промышленных компаний, занимающих лидирующие позиции в мире в узкоспециализированных отраслях. Lego Group является крупнейшим в мире производителем игрушек. Vestas — один из крупнейших в мире производителей ветрогенераторов, Grundfos — насосов, Danfoss — гидроприводов. Компания Pandora входит в число ведущих производителей ювелирных изделий. Rockwool производит утеплительные материалы из каменной ваты. Продукция компании Novozymes (ферменты) используется в производстве пищевых продуктов и моющих средств. Компания NKT выпускает силовые кабели. Bang & Olufsen — производитель высоклассной аудиоаппаратуры. Компания Ecco — наиболее известный датский производитель обуви. Группа Schouw & Co. производит корм для рыбоводческих хозяйств, электронные компоненты и нетканые материалы. Компания FLSmidth выпускает оборудование для горнодобывающей промышленности.
Самой быстрорастущей отраслью промышленности является производство медицинского оборудования и фармацевтика. Novo Nordisk — крупнейшая фармацевтическая компания Дании, специализируется на производстве инсулина и гормональных средств. Также в этой сфере работают Demant и GN Store Nord (слуховые аппараты), Coloplast (медицинские товары), Genmab (лекарственные препараты на основе антител), Lundbeck (антидепрессанты и антипсихотики).
В машиностроительном секторе развито сельскохозяйственное машиностроение (свеклоуборочные комбайны, доильные агрегаты и др.), производство электротехнических товаров. Автомобильная промышленность Дании представлена компанией Zenvo. Ранее важнейшей отраслью промышленности Дании было судостроение, но из-за иностранной конкуренции прекратилась деятельность многих крупных судоверфей.
Пищевая промышленность Дании во многом ориентирована на экспорт. Крупнейшими пищевыми компаниями являются Danish Crown (мясо и мясные изделия, крупнейшая мясоперерабатывающая компания Европы), Arla Foods (молочная продукция), Carlsberg и Royal Unibrew (производство пива и безалкогольных напитков).

## Энергетика
В топливно-энергетическом комплексе Дании, как и в энергетике других скандинавских стран, широко используются возобновляемые источники энергии (ВИЭ). Дания — страна с высокими уровнями технологического развития, качества жизни населения, имеющая значительные доказанные запасы природных энергоносителей. По потреблению энергии на душу населения Дания в 2023 году занимала 52-е место в мире (98,5 млн британских тепловых единиц); по выбросам парниковых газов находилась на 74-м месте (29,9 млн т).
По данным сайта EES EAEC, основанными на информации U.S. Energy Information Administration (по состоянию на декабрь 2015 г.), достоверные извлекаемые запасы природных энергоносителей в стране оценивались в объёме 0,225 млрд тут (в угольном эквиваленте) или 0,018 % от общемировых (179 стран мира). Из названного объёма почти 73 % составляет сырая нефть и 27 % — природный газ. Энергетическая зависимость Дании по агрегированным группам энергоносителей и в целом в соответствии с данными Eurostat (на 27.01.21) иллюстрируется следующей диаграммой

Энергетическая зависимость Дании, 1990—2019 гг., проценты

*Примечания. 1. Энергетическая зависимость показывает, в какой степени экономика зависит от импорта для удовлетворения своих энергетических потребностей. Рассчитывается из отношения импорта-нетто (импорт минус экспорт) на сумму валового внутреннего потребления первичных энергоносителей и бункерного топлива. 2. Отрицательное значение указывает на чистого экспортера: страну, которая экспортирует больше топлива, чем потребляет.
| Отдельные статьи топливно-энергетического баланса Дании за 2019 г., тыс. тонн нефтяного эквивалента |                                |         |        |                |                                     |                 |           |                |
| Энергоносители                                                                                      | Производство первичной энергии | Экспорт | Импорт | Общая поставка | Конечное энергетическое потребление | Промыш-ленность | Транспорт | Другие сектора |
| Электроэнергия                                                                                      | --                             | 875     | 1374   | 500            | 2682                                | 715             | 40        | 1927           |
| Теплоэнергия                                                                                        | --                             | --      | 3      | 3              | 2481                                | 76              | --        | 2405           |
| Производные газов                                                                                   |                                | --      | --     | --             | --                                  | --              | --        | --             |
| Природный газ                                                                                       | 2764                           | 1181    | 998    | 2527           | 1542                                | 677             | 8         | 857            |
| Невозобновляемые отходы                                                                             | 364                            | --      | 61     | 425            | 24                                  | 16              | --        | 7              |
| Ядерное тепло                                                                                       | --                             | --      | --     | --             | --                                  | --              | --        | --             |
| Сырая нефть и нефтепродукты (без биотоплива)                                                        | 5153                           | 8900    | 12 342 | 5888           | 5051                                | 426             | 3982      | 643            |
| Сланец и битуминозный песок                                                                         | --                             | --      | --     | --             | --                                  | --              | --        | --             |
| Торф и продукты из торфа                                                                            | --                             | --      | --     | --             | --                                  | --              | --        | --             |
| Возобновляемые и биотопливо                                                                         | 4228                           | 30      | 1835   | 6026           | 1676                                | 263             | 226       | 1186           |
| Твердое органическое топливо                                                                        | --                             | 27      | 1397   | 900            | 109                                 | 103             | --        | 5              |
| Всего                                                                                               | 12 510                         | 11 012  | 18 010 | 16 269         | 13 565                              | 2277            | 4256      | 7031           |
| Доля электроэнергии                                                                                 | --                             | 7,95 %  | 7,63 % | 3,07 %         | 19,77 %                             | 31,40 %         | 0,94 %    | 27,41 %        |

В структуре производства первичной энергии свыше 41 % приходится на сырую нефть и нефтепродукты и 22 % — на природный газ. И если по первому из названных энергоносителей страна являлась нетто-импортером, то по природному газу — нетто-экспортером. ВИЭ, включающие биотопливо, составили около 34 %. В конечном энергетическом потреблении превалирует сырая нефть и нефтепродукты — 37,2 %, следующие по удельному весу электрическая энергия — 19,8 % и теплоэнергия — 18,3 %. Доля ВИЭ (с учётом биотоплива) — 12,4 % и природного газа — 11,4 %.

Дания. Структура производства электроэнергии-брутто в 1990 и 2019 гг., проценты

Структура производства электроэнергии-брутто на ТЭС Дании по видам энергоносителей за 1990 и 2019 годы, проценты

Установленная мощность генерирующих источников по состоянию на 2023 год составляла 20,79 ГВт (50-е место в мире), из них на ветроэлектростанции пришлось 57,6 %, на ТЭС на биомассе и отходах — 21,2 %, на ТЭС на ископаемом топливе — 11,3 %, на солнечные электростанции — 9,9 %.
Потребление электроэнергии-брутто в 2023 году составило 35,25 млрд кВт∙ч (62-е место в мире), импорт — 19,83 млрд кВт∙ч (12-е место), экспорт — 16,7 млрд кВт∙ч (17-е место), потери при передаче — 1,83 млрд кВт∙ч. Дания зависит от импорта электроэнергии, в основном, из Швеции и Норвегии; главное направление экспорта — Германия.
Как и в других странах Европейского союза, в Дании происходят существенные структурные изменения топливного баланса ТЭС в сторону увеличения сжигания природного газа, биотоплива и значительно вовлечения в баланс отходов. Что же касается структуры производства электроэнергии в целом то, если в 1990 году выработка электроэнергии на ВЭС составляла 610 млн кВт∙ч, в 2019 год — 16,15 млрд кВт∙ч, то есть рост более 26 раз. Широкое внедрение ВИЭ привело к снижению интегрального показателя эффективности в электроэнергетике — числу часов использования установленной мощности электростанций, что, в свою очередь, является одной из причин резкого увеличения средних цен на электроэнергию, в частности, для бытовых потребителей.
Ключевые энергетические организации: Министерство энергетики, коммунальных услуг и климата Дании; Энергетическое управление Дании; Energinet (оператор электросетей и газопроводов); Forsyningstilsynet (регулятор энергетического рынка). Крупнейшей энергетической компанией Дании является Ørsted, оператор ветроэлектростанций в Дании, Великобритании, США, Германии и других странах.
Потребление угля в 2023 году составило 1,14 млн т, весь импортировался. Добыча нефти составляла 63 тыс. баррелей в сутки при потреблении нефтепродуктов на уровне 151 тыс. баррелей в сутки; запасы нефти оцениваются в 441 млн баррелей. Добыча природного газа за 2023 год составила 1,27 млрд м³, производство биометана — 603 млн м³, потребление газа — 2,31 млрд м³; импорт составил 8,61 млрд м³, а экспорт — 8,39 млрд м³; запасы природного газа оцениваются в 29,5 млрд м³. Благодаря запуску в сентябре 2022 года газопровода Baltic Pipe Дания стала крупным европейским транзитным узлом по природному газу (основной маршрут — из Норвегии в Польшу).

## Транспорт
В транспорте основная нагрузка приходится на флот. Под датским флагом ходит 715 судов, в том числе 132 контейнеровоза, 107 танкеров и 15 балкеров. Датская компания Maersk занимает одно из первых мест в мире в сфере морских контейнерных перевозок; ещё одной крупной датской транспортной компанией является DFDS. В Дании более 60 портов, однако большинство из них небольшие, ориентированные на внутренние перевозки пассажиров и грузов; международное значение имеют порт Копенгаген—Мальмё в Эресуннском регионе и Орхус.
В Дании имеется 102 аэропорта и 29 гелипортов. Крупнейшие аэропорты: Каструп (Копенгаген, 26,7 млн пассажиров в 2023 году), Биллунн (4 млн пассажиров), Ольборг (1,4 млн пассажиров) и Орхус (543 тыс. пассажиров). Scandinavian Airlines — общий национальный авиаперевозчик для Дании, Швеции и Норвегии. Также в Дании работает несколько небольших авиакомпаний, включая Danish Air Transport, Sun Air of Scandinavia, Air Alsie (бизнес-джеты), Atlantic Airways (Фарерские острова), Air Greenland (Гренландия), Nordic Seaplanes (гидропланы).
Общая протяженность железных дорог — 2682 км, из них 876 км электрифицировано. Все ЖД имеют европейскую колею (1435 мм). Оператор пассажирских железнодорожных перевозок — государственное предприятие Danske Statsbaner; за содержание железнодорожной инфраструктуры отвечает госпредприятие Banedanmark. Эресуннский мост связывает Копенгаген со шведским городом Мальмё и является важной частью европейской транспортной системы. Мост Большой Бельт является одним из самых длинных в мире, он соединяет острова Фюн и Зеландию. Новый мост через Малый Бельт соединяет Фюн с Ютландией.
Единственный метрополитен в Дании расположен в Копенгагене. Он был открыт в 2002 году, имеет 4 линии и 44 станции. Поезда в метрополитене беспилотные и состоят из трёх вагонов. Метро работает круглосуточно и перевозит 300 тыс. пассажиров в день.

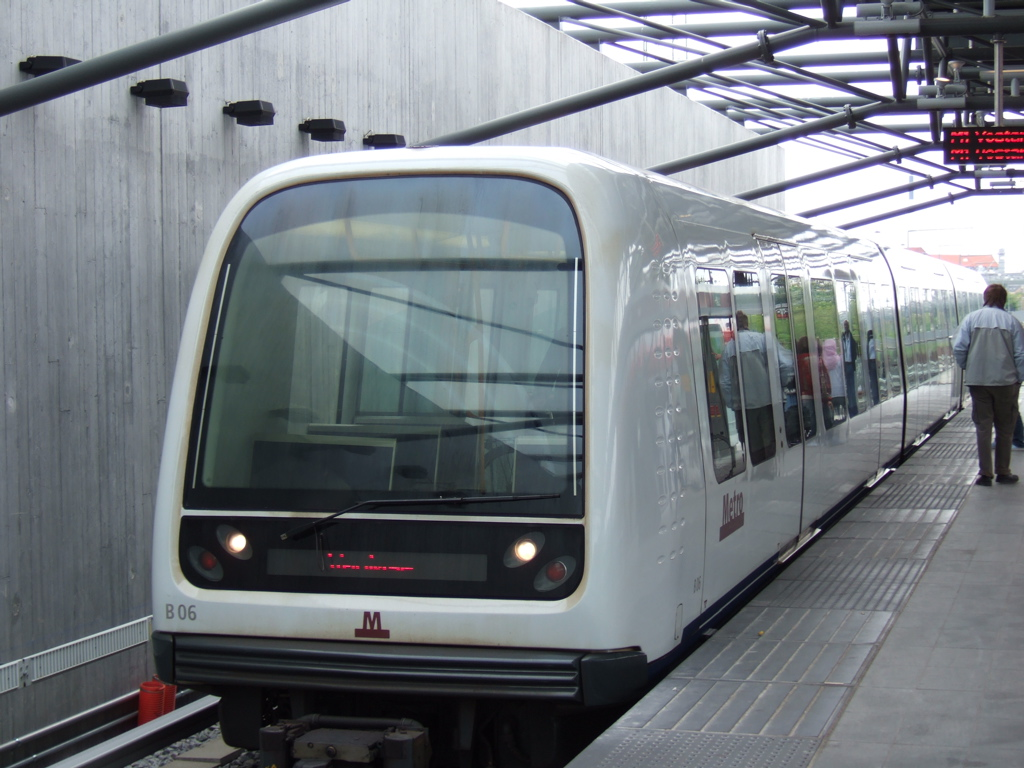
Беспилотный поезд Копенгагенского метро
Схема движения электричек S-TOG
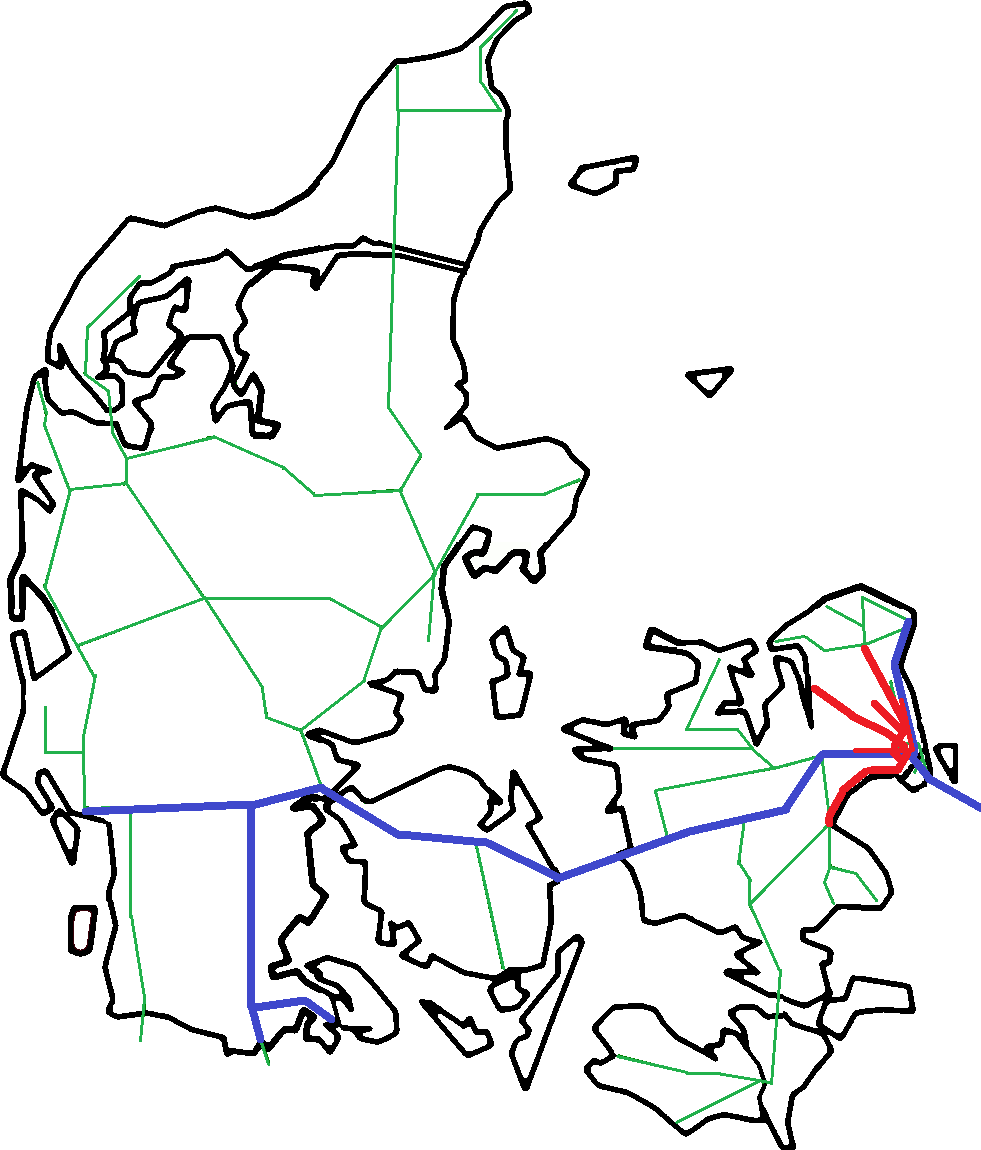
Схема железных дорог Дании
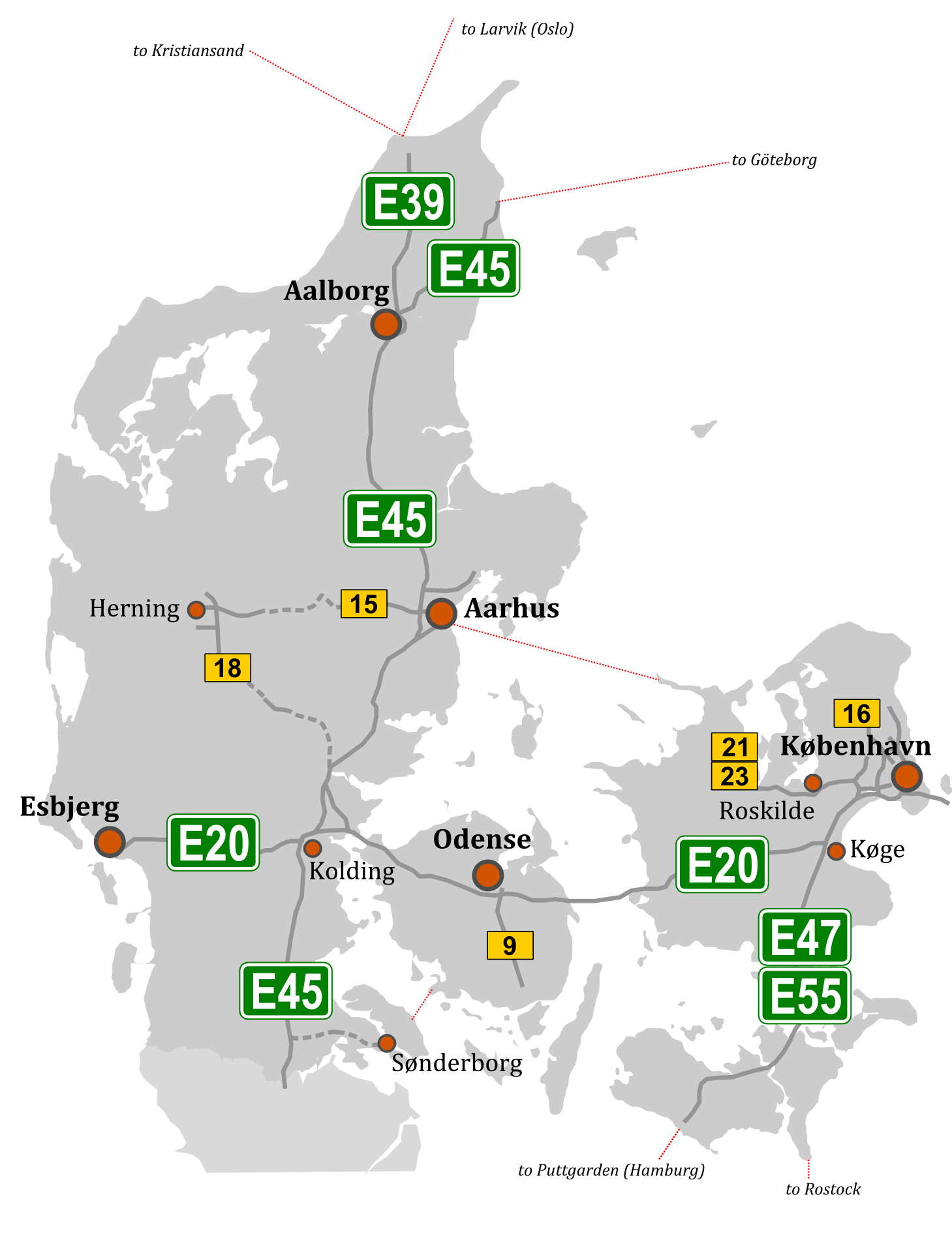
Основные автотрассы Дании

## Сектор услуг
Сфера услуг доминирует в экономике Дании как по доле в ВВП, так и по числу занятых. Наибольшее число рабочих мест в госаппарате, образовании, здравоохранении и службе социального обеспечения.
Туризм является растущей отраслью. Основными достопримечательностями Копенгагена являются Парк развлечений Тиволи, Свободный город Христиания и статуя Русалочки.
Крупнейшими операторами розничной торговли продуктами питания в Дании являются Salling Group (сети Netto, Føtex и Bilka) и Coop amba (сети Kvickly и Brugsen). В Дании базируется крупный оператор магазинов по продаже мебели и других товаров для дома JYSK. Компания Bestseller осуществляет торговлю одеждой в Дании и других европейских странах.
По развитию телекоммуникаций Дания занимает одно из ведущих мест в мире. По данным на 2022 год 95 % домохозяйств имели высокоскоростной доступ к интернету, в том числе 74 % имели подключение к волоконно-оптическим сетям, покрытие сотовой связью 5G составляло 98 % территории страны. По уровню развития цифровой экономики Дания в ЕС уступала только Финляндии. Крупнейшим оператором связи является компания TDC (бывшый государственный монополист), конкуренцию ей составляют датские филиалы международных групп: Telenor Denmark (Норвегия), Telia Company (Швеция) и 3 (Гонконг).
Также в сфере услуг работают такие крупные датские компании, как ISS (обслуживание зданий, офисов и предприятий), Ramboll (архитектурное бюро), COWI (инженерные консультации), DSV (провайдер логистики).

## Финансы и инвестиции
Первый коммерческий банк в Дании был учреждён в 1846 году. В 1975 году были уравнены а статусе коммерческие и сберегательные банки, также была разрешена деятельность филиалов зарубежных банков (до этого они могли иметь только представительство в Копенгагене). В стране работает 56 банков и 6 ипотечных касс. На местные банки приходится 70 % активов, на первую тройку — 50 %. На ипотеку приходится 80 % выданных кредитов. Крупнейшими банками Дании являются Danske Bank (также работает в других странах Скандинавии), Nykredit (ипотечный), Nordea Denmark (филиал финского банка Nordea), Jyske Bank, DLR Kredit (ипотечный), Sydbank, Spar Nord, Arbejdernes Landsbank, Saxo Bank (инвестиционный) и Ringkøbing Landbobank.
Эмиссию национальной валюты, датской кроны, осуществляет Национальный банк Дании, самоуправляемый финансовый институт, находящийся под надзором правительства Дании. Национальный банк был основан а 1818 году.
Основным фондовым рынком страны является Копенгагенская фондовая биржа, основанная в 1861 году. В 2005 году она вошла в состав скандинавско-балтийского объединения бирж OMX, которое в 2008 году было поглощено американским биржевым оператором Nasdaq, Inc. Ключевой биржевой индекс — OMX Copenhagen 25.
По состоянию на 2023 год прямые накопленные иностранные инвестиции в Данию составляли 1,17 трлн датских крон ($175 млрд), основными источниками инвестиций были США, Швеция, Великобритания, Норвегия, Франция, Германия и Япония. Инвестиции в основном направлялись в финансовый сектор, в область научных и технических услуг, торговлю и недвижимость. Датские инвестиции в другие страны составляли 1,8 трлн крон ($270 млрд).
По инвестициям, принятым за 2023 год ($8,7 млрд), Дания занимала 19-е место в мире. Сильными сторонами страны являются высококвалифицированная рабочая сила, гибкий рынок труда, развитая инфраструктура, сравнительно невысокий налог для компаний (22 %), устойчивая валюта, привязанная к евро. Слабыми сторонами являются маленький внутренний рынок и, как следствие, уязвимость для внешних кризисов, достаточно высокий долг частного сектора, дорогая недвижимость. Рейтинги конкурентоспособности: глобальный инновационный индекс — 10-е место, индекс экономической свободы — 7-е место, индекс восприятия коррупции — 1-е место.

## Внешняя торговля
Торговый баланс Дании стабильно положительный, последний раз импорт превышал экспорт в 2009 году. В 2023 году оборот внешней торговли составил 128 % ВВП. Экспорт товаров составил 136,6 млрд долларов, услуг — 113,4 млрд долларов; импорт товаров составил 126,6 млрд долларов, услуг — 106,7 млрд долларов.
Основными направлениями экспорта в 2023 году были Германия (13,1 %), Швеция (7,9 %), Нидерланды (5,5 %), Норвегия (5 %), США (4,7 %). Основными источниками импорта были Германия (18,8 %), Швеция (11,5 %), Норвегия (10 %), Нидерланды (8,9 %), Китай (6,1 %). Среди категорий товаров наибольшую долю в экспорте имели медикаменты (11,6 %), вакцины и препараты крови (3,5 %), свинина (1,9 %), нефтепродукты (1,8 %). В импорте преобладали природный газ (6,5 %), автомобили (5,6 %), медикаменты (2,9 %), нефтепродукты (2,5 %). По услугам более половины экспорта пришлось на транспортные услуги, значительную долю имели также туризм, телекоммуникационные и информационные услуги, роялти за использование интеллектуальной собственности.

## Доходы населения
По состоянию на 2017 год средний размер оплаты труда в Дании составляет 38 596 kr (€5169,86, брутто) и 24 315 kr (€3256,87, нетто) в месяц.
Среди самых богатых датчан находятся в основном семьи основателей крупных компаний. По данным на 2023 год в первую десятку входили: семья Кирк Кристиансен (368 млрд крон, Lego Group); семья Холк Поульсен (85,9 млрд крон, Bestseller), семья Клаусен (84,7 млрд крон, Danfoss), семья Луи-Хансен (74,7 млрд крон, Coloplast), семья Ларса Ларсена (43,6 млрд крон, JYSK), Торбен Эстергор-Нильсен (43,6 млрд крон, SelfInvest), Ханни Тоосбуй Каспржак (24,3 млрд крон, Ecco), Нильс Оге-Кьер (18 млрд крон), Кнуд Эрик Андерсен (17 млрд крон, KEA Holding), семья Мэрск Маккинни-Мёлле (16,4 млрд крон, Maersk).

## Статистика
В следующей таблице показаны основные экономические показатели. Инфляция менее 2 % обозначена зелёной стрелкой.
| Год  | ВВП (ППС) (в млрд долл. США) | ВВП на душу населения (ППС) (в долл. США) | Рост ВВП (реальный) | Уровень инфляции (в процентах) | Безработица (в процентах) | Государственный долг (в процентах от ВВП) |
| ---- | ---------------------------- | ----------------------------------------- | ------------------- | ------------------------------ | ------------------------- | ----------------------------------------- |
| 1980 | 63,7                         | 12 430                                    | ▼−0,7 %             | ▲11,3 %                        | 5,2 %                     | н/д                                       |
| 1981 | ▲69,2                        | ▲13 500                                   | ▼−0,7 %             | ▲11,7 %                        | ▲7 %                      | н/д                                       |
| 1982 | ▲76,3                        | ▲14 900                                   | ▲3,9 %              | ▲10,1 %                        | ▲7,5 %                    | н/д                                       |
| 1983 | ▲81,4                        | ▲15 910                                   | ▲2,6 %              | ▲6,8 %                         | ▲8,4 %                    | н/д                                       |
| 1984 | ▲88,0                        | ▲17 210                                   | ▲4,3 %              | ▲6,3 %                         | ▼7,9 %                    | н/д                                       |
| 1985 | ▲94,5                        | ▲18 490                                   | ▲4,2 %              | ▲4,7 %                         | ▼6,6 %                    | н/д                                       |
| 1986 | ▲101                         | ▲19 740                                   | ▲4,7 %              | ▲3,7 %                         | ▼5 %                      | н/д                                       |
| 1987 | ▲104                         | ▲20 290                                   | ▲0,5 %              | ▲4 %                           | ▬5 %                      | н/д                                       |
| 1988 | ▲108                         | ▲21 040                                   | ▲0,3 %              | ▲4,5 %                         | ▲5,7 %                    | н/д                                       |
| 1989 | ▲113                         | ▲22 020                                   | ▲0,7 %              | ▲4,8 %                         | ▲6,8 %                    | н/д                                       |
| 1990 | ▲119                         | ▲23 200                                   | ▲1,7 %              | ▲2,6 %                         | ▲7,2 %                    | н/д                                       |
| 1991 | ▲125                         | ▲24 280                                   | ▲1,5 %              | ▲2,2 %                         | ▲7,9 %                    | н/д                                       |
| 1992 | ▲130                         | ▲25 260                                   | ▲2 %                | ▲1,9 %                         | ▲8,6 %                    | 66,7                                      |
| 1993 | ▲133                         | ▲25 740                                   | ▼-0,1 %             | ▲0,9 %                         | ▲9,5 %                    | ▲78,7 %                                   |
| 1994 | ▲143                         | ▲27 600                                   | ▲5,3 %              | ▲1,8 %                         | ▼7,7 %                    | ▼75,3 %                                   |
| 1995 | ▲151                         | ▲28 930                                   | ▲3,0 %              | ▲2,0 %                         | ▼6,8 %                    | ▼71,5 %                                   |
| 1996 | ▲158                         | ▲30 110                                   | ▲2,9 %              | ▲2,1 %                         | ▼6,3 %                    | ▼68,3 %                                   |
| 1997 | ▲166                         | ▲31 450                                   | ▲3,2 %              | ▲1,9 %                         | ▼5,2 %                    | ▼64,4 %                                   |
| 1998 | ▲172                         | ▲32 420                                   | ▲2,3 %              | ▲1,3 %                         | ▼4,9 %                    | ▼60,3 %                                   |
| 1999 | ▲179                         | ▲33 740                                   | ▲3 %                | ▲2,0 %                         | ▲5,1 %                    | ▼56,8 %                                   |
| 2000 | ▲190                         | ▲35 680                                   | ▲3,7 %              | ▲2,8 %                         | ▼4,3 %                    | ▼53,6 %                                   |
| 2001 | ▲196                         | ▲36 700                                   | ▲1 %                | ▲2,3 %                         | ▲4,5 %                    | ▼50,1 %                                   |
| 2002 | ▲200                         | ▲37 300                                   | ▲0,5 %              | ▲2,4 %                         | ▲4,6 %                    | ▲50,3 %                                   |
| 2003 | ▲205                         | ▲38 100                                   | ▲0,4 %              | ▲2,0 %                         | ▲5,4 %                    | ▼48,2 %                                   |
| 2004 | ▲216                         | ▲40 110                                   | ▲2,8 %              | ▲0,9 %                         | ▲5,5 %                    | ▼46,2 %                                   |
| 2005 | ▲229                         | ▲42 230                                   | ▲2,4 %              | ▲1,7 %                         | ▼4,8 %                    | ▼39,4 %                                   |
| 2006 | ▲245                         | ▲45 060                                   | ▲3,8 %              | ▲1,8 %                         | ▼3,9 %                    | ▼33,2 %                                   |
| 2007 | ▲254                         | ▲46 570                                   | ▲1 %                | ▲1,7 %                         | ▼3,6 %                    | ▼29,5 %                                   |
| 2008 | ▲257                         | ▲47 020                                   | ▼−0,4 %             | ▲3,6 %                         | ▼2,7 %                    | ▲35,5 %                                   |
| 2009 | ▼246                         | ▼44 670                                   | ▼−5 %               | ▲1,0 %                         | ▲4,8 %                    | ▲43 %                                     |
| 2010 | ▲253                         | ▲45 730                                   | ▲1,6 %              | ▲2,2 %                         | ▲6,1 %                    | ▲46,1 %                                   |
| 2011 | ▲262                         | ▲47 070                                   | ▲1,3 %              | ▲2,7 %                         | ▼6 %                      | ▲50 %                                     |
| 2012 | ▲267                         | ▲47 770                                   | ▬0 %                | ▲2,4 %                         | ▲6,1 %                    | ▼48,7 %                                   |
| 2013 | ▲275                         | ▲49 070                                   | ▲1,4 %              | ▲0,5 %                         | ▼5,8 %                    | ▼47,8 %                                   |
| 2014 | ▲283                         | ▲50 340                                   | ▲1,3 %              | ▲0,4 %                         | ▼5 %                      | ▲48,7 %                                   |
| 2015 | ▲292                         | ▲51 580                                   | ▲2,1 %              | ▲0,2 %                         | ▼4,5 %                    | ▼44,6 %                                   |
| 2016 | ▲304                         | ▲53 220                                   | ▲3,1 %              | ▲0 %                           | ▼4,1 %                    | ▼41,7 %                                   |
| 2017 | ▲319                         | ▲55 430                                   | ▲3,1 %              | ▲1,1 %                         | ▲4,2 %                    | ▼40,2 %                                   |
| 2018 | ▲332                         | ▲57 360                                   | ▲1,9 %              | ▲0,7 %                         | ▼3,9 %                    | ▼38,5 %                                   |
| 2019 | ▲352                         | ▲60 680                                   | ▲1,7 %              | ▲0,7 %                         | ▼3,7 %                    | ▼38,3 %                                   |
| 2020 | ▲366                         | ▲62 780                                   | ▼-1,8 %             | ▲0,3 %                         | ▲4,7 %                    | ▲46,3 %                                   |
| 2021 | ▲412                         | ▲70 540                                   | ▲7,4 %              | ▲1,9 %                         | ▼3,6 %                    | ▼40,5 %                                   |
| 2022 | ▲448                         | ▲76 300                                   | ▲1,5 %              | ▲8,5 %                         | ▼2,5 %                    | ▼34,1 %                                   |
| 2023 | ▲476                         | ▲80 210                                   | ▲2,5 %              | ▲3,4 %                         | ▲2,8 %                    | ▼33,6 %                                   |
| 2024 | ▲505                         | ▲84 760                                   | ▲3,7 %              | ▲1,3 %                         | ▲2,9 %                    | ▼28 %                                     |